# Jaera (Jaera) caspica
Jaera (Jaera) caspica là một loài chân đều trong họ Janiridae. Loài này được Kesselyak miêu tả khoa học năm 1938.